# Keller von Overbygård
Der abgebrannte Keller von Overbygård wurde bei Stae östlich von Aalborg im südöstlichen Vendsyssel in Dänemark ausgegraben. Durch die gefundene Keramik lässt er sich in die Zeit unmittelbar vor der Zeitenwende datieren. 

## Beschreibung
Der 1,7 m in den gewachsenen Boden eingetiefte Keller hat eine Größe von 4,2 × 2,6 m. Der Eingang befindet sich in der Mitte einer Längsseite. Eine im stumpfen Winkel auftreffende Rampe von 4,8 m Länge führt auf das Niveau des Kellerbodens hinab. Auf der gegenüberliegenden Wand mündet ein schmaler, aus Steinen gesetzter Schacht, der zweifellos der Belüftung diente. Zwei Reihen von je vier runden Eichenpfosten haben das Dach getragen. Diese Pfosten ruhen auf Steinen, die etwa 35 cm unter dem aus Lehm gestampften Boden liegen. Die Kellerwände bestanden aus in eine Grundschwelle eingesetzten Eichenbohlen.

## Funde
Außer verkohlten Gebäudeteile enthielt der Keller mehr als 60 zum großen Teil unbeschädigte Tongefäße sowie etliche Behälter aus Holz, einige Glättsteine, etwa 100 kg ungemagerten Ton für die Herstellung von Gefäßen, große Mengen verkohlten Getreides und Samen, ein paar Tüllenbeile und zwei einschneidige Schwerter aus Eisen in hölzernen Scheiden. Wegen dieses großen und reichen Inhalts ist es naheliegend, den Keller als Vorratsraum anzusehen. Der Keller von Overbygård wurde etwa 50 m östlich des eisenzeitlichen Hauses auf dem Freigelände des Museums von Moesgård rekonstruiert.

## Analogie
Unmittelbar hinter dem eisenzeitlichen Haus von Moesgård ist die Kelleranlage von Grønheden bei Sæby im Vendsyssel wieder aufgeführt worden. Auch dieser nur teilweise fertige Keller stammt aus der Zeit um Christi Geburt. Der Abgang in den Keller war mit Weidenrutengeflecht ausgekleidet. Ein steingesetzter Gang führte zu dem aus Steinen errichteten Kellerraum und von dort ins Freie. Die gesamte Anlage war ungefähr 30 m lang. Über den Zweck kann nur gemutmaßt werden. Vielleicht handelt es sich bei den Anlagen um eine andere Form von Souterrains, wie sie beim nahe gelegenen Løgten Mark gefunden wurden. 